# Methanopyrales
A Methanopyrales a Methanopyri osztályba tartozó Archaea rend. Az archeák – ősbaktériumok – egysejtű, sejtmag nélküli prokarióta szervezetek.

### Tudományos cikkek
- Huber R.szerk.: DR Boone: Order I. Methanopyrales ord. nov., Bergey's Manual of Systematic Bacteriology Volume 1: The Archaea and the deeply branching and phototrophic Bacteria, 2nd, New York: Springer Verlag, 169. o. (2001. március 20.). ISBN 978-0-387-98771-2
- Garrity GM.szerk.: DR Boone: Class VII. Methanopyri class. nov., Bergey's Manual of Systematic Bacteriology Volume 1: The Archaea and the deeply branching and phototrophic Bacteria, 2nd, New York: Springer Verlag, 169. o. (2001. március 20.). ISBN 978-0-387-98771-2

### Tudományos adatbázisok
- Methanopyrales PubMed hivatkozásai
- Methanopyrales PubMed Central hivatkozásai
- Methanopyrales Google Scholar hivatkozásai